# Gnosticismo moderno
El gnosticismo moderno o neognosticismo incluye una variedad de movimientos religiosos, derivada de la antigua sociedad helenística en torno al Mediterráneo. En el siglo XIX se publicaron estudios populares que hicieron uso de textos recientemente redescubiertos. En este período también hubo reactivación del movimiento religioso gnóstico en Francia. La aparición de la biblioteca de Nag Hammadi en 1945 aumentó considerablemente la cantidad de textos disponibles. 
El gnosticismo original incluye una variedad de movimientos religiosos, en su mayoría cristianos, en las antiguas sociedades helenísticas en el mar Mediterráneo. Aunque los orígenes están en disputa, la mayoría de estos movimientos florecieron aproximadamente desde el momento de la fundación del cristianismo (a fines del siglo I) hasta el siglo iv, cuando los escritos y las actividades de grupos considerados herejes o paganos fueron reprimidos de manera activa. Durante muchos siglos, la única información disponible sobre estos movimientos fueron las críticas de los que escribían contra esas ideas, y las pocas citas conservadas en dichos trabajos.

## SigloXVIII
En 1769, el famoso explorador y geógrafo escocés James Bruce de Kinnaird (1730-1794) compró el Códice Bruce en el Alto Egipto, y lo llevó a Inglaterra. En 1842 fue donado a la Biblioteca Bodleiana (en Oxford).
En algún momento antes de 1785, el Museo Británico compró a los herederos del Dr. Askew el Código Askew (también conocido como Pistis Sophia). En 1851, M. G. Schwartze publicó el texto original en latín y su traducción al inglés realizado por la Comisión del Codex Askew.

## Fines delsigloXIX
En el siglo XIX empezaron a publicarse estudios populares que hacían uso de materiales originales recientemente redescubiertos. En este período también se reactivó el movimiento religioso gnóstico en Francia.
En 1896 se descubrió el Berlín Códex (también conocido como Codex Akhmim), escrito en idioma copto, pero fue redescubierto y difundido recién en el siglo XX.

### Charles William King
El escritor británico Charles William King (1818-1888), en The gnostics and their remains (‘los gnósticos y sus restos’, 1864) se propuso demostrar que ―lejos de ser una herejía occidental―, los orígenes del gnosticismo se encontrarían en el budismo.
Esta teoría fue aceptada por la escritora Madame Blavatsky (1831-1891) ―quien la consideró plausible―, pero fue rechazada por G. R. S. Mead (1863-1933) ―quien consideró que el trabajo de King «carecía de la rigurosidad del especialista»― (según Goodrick-Clarke, 2005, págs. 8-9).

### Madame Blavatsky
Diversos ocultistas occidentales retomaron la terminología gnóstica en mayor o menor medida, incluyendo a Helena Blavatsky (1831-1891), quien cofundó la Sociedad Teosófica. Ella escribió mucho acerca de las ideas del gnosticismo original. Una recopilación de sus textos acerca del gnosticismo tiene unas 270 páginas de longitud (según Hoeller, 2002, pág. 167).
En su texto Isis develada ella citó abundantemente la primera edición del The gnostics and their remains, de Charles W. King.

### George R. S. Mead
En 1884, el escritor y traductor británico George R. S. Mead (1863-1933) se convirtió en miembro de la Sociedad Teosófica de Blavatsky.
En 1889 abandonó la profesión docente para convertirse en secretario privado de Blavatsky, hasta la muerte de ella en 1891 (según Goodrick-Clarke, 2005, pág. 8).
En 1890, Mead publicó en varios artículos en la revista Lucifer la primera traducción al inglés del texto Pistis Sophia.
En un artículo publicado en 1891 ―en un momento en que la teosofía se dirigía principalmente a los textos de Oriente―, Mead argumentó a favor de recuperar la literatura y el pensamiento de Occidente.
Él consideraba que esta recuperación de perdidas tradiciones occidentales antiguas sería un trabajo de interpretación y haría una tardía justicia a los «paganos» y «herejes», los denostados y perseguidos pioneros del progreso» (según Goodrick-Clarke, 2005, págs. 56-57).
Esta sería la dirección que tomaría su propio trabajo.
En 1896 apareció la primera edición de su traducción del Pistis Sophia.
Entre 1896 y 1898, Mead publicó otra serie de artículos en el mismo periódico, «Among the gnostics of the first two centuries»,
que sentó las bases para su monumental compendio Fragments of a faith forgotten (‘fragmentos de una fe olvidada’) en 1900.
Mead publicó una serie de traducciones del Corpus herméticum entre 1900 y 1905.
Al año siguiente publicó Thrice-Greatest Hermes (Hermes Trimegisto, tres veces más grande’) un enorme tratado completo de tres volúmenes. 
Su serie Echoes of the gnosis (‘ecos de la gnosis’) se publicó en 12 libritos en 1908.
Cuando dejó la Sociedad Teosófica en 1909, había publicado muchas influyentes traducciones, comentarios y estudios de textos gnósticos antiguos.
«Mead hizo accesible el gnosticismo para el público inteligente fuera de la academia» (según Hoeller, 2002, pág. 167).
El trabajo de Mead ha tenido y sigue teniendo gran influencia (según Goodrick-Clarke, 2005, págs. 31-31).

### El renacimiento de la Iglesia Gnóstica en Francia
En otoño de 1890, un bibliotecario francés llamado Jules Doinel, estableció oficialmente en París (Francia) la Eglise Gnostique (‘iglesia gnóstica’ en francés).
Se basó en sus propias «visiones», en hallazgos documentales de los cátaros, en el Evangelio de san Juan y en la cosmología simoniana y valentiniana.
Doinel declaró que comenzaba la «era de la gnosis restaurada». Sus rituales litúrgicos se basaban en los rituales cátaros. El clero era tanto masculino como femenino, teniendo varones obispos y mujeres «sofías» (Pearson, 2007, pág. 47 y Hoeller, 2002, págs. 176-178).
En 1895, Doinel fue una de las víctimas del bulo (engaño) antimasónico de Leo Taxil, que hizo creer tanto a católicos como a masones que estos en realidad estaban adorando al Demonio. Doinel abandonó la masonería, se convirtió al catolicismo y escribió Lucifer desenmascarado, un libro que atacaba la masonería. En 1897 Taxil realizó una conferencia de prensa donde confesó el fraude y agradeció al papa León XIII (a quien también había embaucado)[cita requerida] por su apoyo económico. En 1900 Doinel fue readmitido en la Iglesia gnóstica como obispo.

## SigloXX
Algunos movimientos espirituales, místicos y esotéricos que retomaron total o parcialmente los postulados de los antiguos gnósticos.
Escritores como el británico Aleister Crowley (1875-1947) ―fundador de la Eclessia Gnóstica Cathólica (‘iglesia gnóstica universal’)―, el germano-mexicano Arnold Krumm-Heller (1876-1949) ―fundador de la Fraternidad Rosacruz Antigua―, el francés René Guenón (1886-1951), el ruso Borís Muraviov (1890-1966) y el colombiano Samael Aun Weor (Víctor Manuel Gómez, 1917-1977) ―fundador del Movimiento Gnóstico Cristiano Universal― utilizaron las ideas del gnosticismo en el mundo moderno. 
El psicólogo suizo Carl Gustav Jung (1875-1961) y el escritor germanosuizo Hermann Hesse (1877-1962) también usaron influencias gnósticas en sus escritos.
Existen varios grupos modernos que dicen representar las ideas de un cierto «cristianismo gnóstico original».
La Lectorium Rosicrucianum (Escuela Internacional de la Rosacruz de Oro), fundada en 1924 en Países Bajos por el neerlandés Jan van Rijckenborgh quien designó a su organización como "La Joven Fraternidad Gnóstica".
La Comunidad Jesenia de Estudios de los Misterios Espirituales Gnósticos, con sede en Belo Horizonte (Brasil), afirma ser el eslabón de la tradición esotérica cristiana, asumiendo un dualismo moderado.

### Las tesis gnósticas antimodernistas de Eric Voegelin
En los años cincuenta, Eric Voegelin entró en un debate académico sobre la clasificación de la modernidad siguiendo el libro Meaning in History: the theological implications of the philosophy of History (1949), de Karl Löwith, y Eschatologie abendländishe (1947), de Jacob Taubes. En este contexto, Voegelin presentó su "tesis gnóstica": criticó a la modernidad al identificar una "escatología inmanentista" como la "naturaleza gnóstica" de la modernidad. A diferencia de Löwith, no criticó la escatología como tal, sino más bien criticó la inmanentización, que él describía como una deformación "neumopatológica". Esta tesis sobre el gnosticismo se hizo popular en el pensamiento político neoconservador y en las doctrinas de la guerra fría.

### Hans Jonas
El filósofo alemán Hans Jonas (1903-1993) escribió extensamente acerca del gnosticismo, interpretándolo desde el punto de vista del existencialismo. Durante algún tiempo, su estudio The gnostic religion: the message of the alien God and the beginnings of christianity (la religión gnóstica: el mensaje del Dios extranjero y los inicios del cristianismo), publicado en 1958, se consideró como una obra fundamental; como resultado de sus esfuerzos, la división del gnosticismo el sirio-egipcio/persa llegó a ser ampliamente utilizada en el campo. La segunda edición, publicada en 1963, incluyó el ensayo Gnosticismo, existencialismo y nihilismo.
Jonas fue el primer autor en escribir una historia detallada del gnosticismo. También fue uno de los primeros autores que lo relacionó con cuestiones éticas en las ciencias naturales.

## La biblioteca de Nag Hammadi
En 1977 se pudo acceder a la traducción al inglés de la biblioteca de Nag Hammadi (que se encontró en 1945 en el sur de Egipto). Esto aumentó considerablemente la cantidad de textos originales disponibles y dio lugar a una amplia difusión.

## El gnosticismo en la cultura popular
El gnosticismo ha visto un ligero resurgimiento en la cultura popular a finales del siglo XX y principios del XXI. Esto puede estar relacionado con la repentina disponibilidad de los textos gnósticos originales para el público lector, a raíz de la aparición de los manuscritos de Nag Hamadi.